# South Cleveland
South Cleveland ist eine Siedlung auf gemeindefreiem Gebiet im Bradley County im US-amerikanischen Bundesstaat Tennessee. Zu statistischen Zwecken ist der Ort zu einem Census-designated place (CDP) zusammengefasst worden. Das U.S. Census Bureau hat bei der Volkszählung 2020 eine Einwohnerzahl von 7.673 ermittelt.
South Cleveland ist Bestandteil der Cleveland, Tennessee metropolitan area.

## Geografie
South Cleveland liegt im Südosten Tennessees in den westlichen Appalachen. Die Stadt liegt unweit des Hiwassee River, der über den Tennessee River und den Ohio zum Stromgebiet des Mississippi gehört.
Die geografischen Koordinaten von South Cleveland sind 35°08′28″ nördlicher Breite und 84°52′20″ westlicher Länge. Der Ort erstreckt sich über eine Fläche von 37,1 km².
Der Ort liegt im südlichen Vorortbereich von Cleveland. Weitere Nachbarorte von South Cleveland sind Wildwood Lake (an der östlichen Ortsgrenze), Cohutta (21,8 km südsüdwestlich), Ooltewah (27,6 km südwestlich) und Hopewell (18,2 km nördlich).
Die nächstgelegenen größeren Städte sind die Lexington in Kentucky (410 km nördlich), Knoxville (146 km nordöstlich), Charlotte in North Carolina (460 km östlich), Georgias Hauptstadt Atlanta (189 km südsüdöstlich), Chattanooga (52,4 km westsüdwestlich), Tennessees Hauptstadt Nashville (263 km nordwestlich) und Kentuckys größte Stadt Louisville (451 km nordnordwestlich).

## Verkehr
Der Interstate Highway 75 führt in Nordost-Südwest-Richtung etwa 2 km westlich an South Cleveland vorbei. Der U.S. Highway 74 bildet die Grenze von Cleveland zu South Cleveland. Der U.S. Highway 64 begrenzt den Ort nach Westen, während die Tennessee State Routes 60 South Cleveland nach Osten begrenzt. Alle weiteren Straßen sind untergeordnete Landstraßen, teils unbefestigte Fahrwege sowie innerörtliche Verbindungsstraßen.
Von Nordost nach Südwest führt eine Eisenbahnlinie für den Frachtverkehr der Norfolk Southern Railway (NS) durch das Stadtgebiet von South Cleveland.
Mit dem Cleveland Regional Jetport befindet sich 16,7 km nordöstlich ein kleiner Flugplatz. Die nächsten Verkehrsflughäfen sind der Chattanooga Metropolitan Airport (39 km südwestlich) und der McGhee Tyson Airport von Knoxville (149 km nordöstlich).

## Bevölkerung
Nach der Volkszählung im Jahr 2010 lebten in South Cleveland 6912 Menschen in 2563 Haushalten. Die Bevölkerungsdichte betrug 186,3 Einwohner pro Quadratkilometer. In den 2563 Haushalten lebten statistisch je 2,7 Personen.
Ethnisch betrachtet setzte sich die Bevölkerung zusammen aus 92,8 Prozent Weißen, 3,0 Prozent Afroamerikanern, 0,3 Prozent amerikanischen Ureinwohnern, 0,4 Prozent Asiaten sowie 1,4 Prozent aus anderen ethnischen Gruppen; 2,1 Prozent stammten von zwei oder mehr Ethnien ab. Unabhängig von der ethnischen Zugehörigkeit waren 3,9 Prozent der Bevölkerung spanischer oder lateinamerikanischer Abstammung.
25,2 Prozent der Bevölkerung waren unter 18 Jahre alt, 61,9 Prozent waren zwischen 18 und 64 und 12,9 Prozent waren 65 Jahre oder älter. 51,8 Prozent der Bevölkerung waren weiblich.
Das mittlere jährliche Einkommen eines Haushalts lag bei 47.438 USD. Das Pro-Kopf-Einkommen betrug 19.778 USD. 12,4 Prozent der Einwohner lebten unterhalb der Armutsgrenze.